# Wilco Kelderman
Wilco Kelderman (Amersfoort, Utrecht, 25 de março de 1991) é um ciclista profissional neerlandês. Actualmente compete pela equipa Visma Lease
Fez a sua estreia numa grande volta correndo o Giro d'Italia de 2013, finalizando em 17.ª posição. Ao ano seguinte cumpriu uma destacada actuação e finalizou 7.º. A sua actuação mais destacada até à data tem sido um 3.º posto no Giro d'Italia de 2020.

## Palmarés
- 2010
  - Tour de Alsacia, mais 1 etapa

- 2011
  - Tour da Noruega
  - Tour de Thüringe, mais 2 etapas
  - 1 etapa do Tour de l'Ain

- 2013
  - Volta à Dinamarca, mais 1 etapa

- 2015

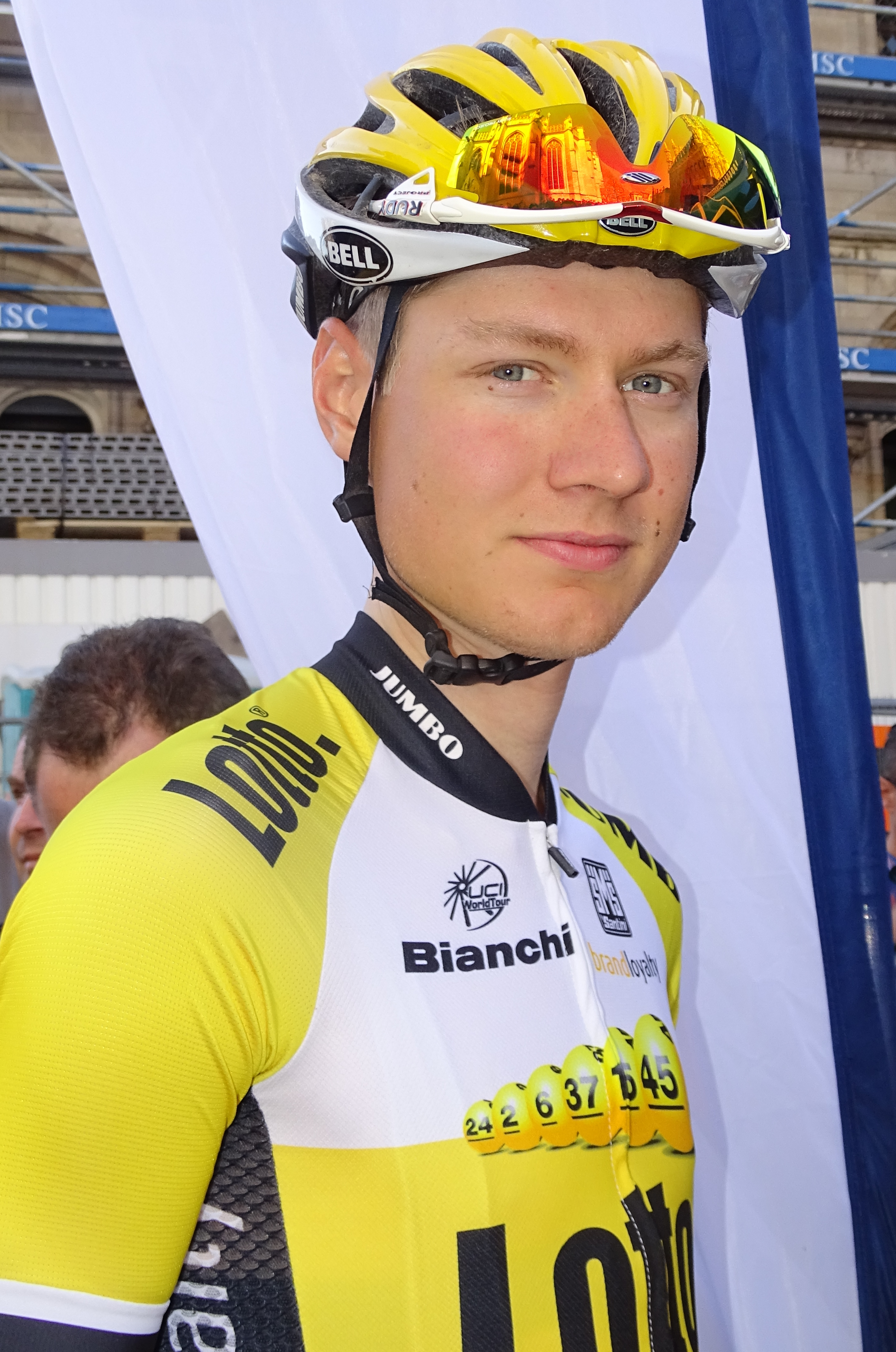
Wilco Kelderman

  - Campeonato dos Países Baixos Contrarrelógio

- 2016
  - 3.º no Campeonato dos Países Baixos Contrarrelógio

- 2018
  - 3.º no Campeonato dos Países Baixos Contrarrelógio

- 2020
  - 3.º no Giro d'Italia

## Resultados em Grandes Voltas e Campeonatos do Mundo
| Corrida                | Corrida                | 2010 | 2011 | 2012 | 2013 | 2014 | 2015 | 2016 | 2017 | 2018 | 2019 | 2020 |
| ---------------------- | ---------------------- | ---- | ---- | ---- | ---- | ---- | ---- | ---- | ---- | ---- | ---- | ---- |
|                        | Giro d'Italia          | —    | —    | —    | 17.º | 7.º  | —    | —    | Ab.  | —    | —    | 3.º  |
|                        | Tour de France         | —    | —    | —    | —    | —    | 79.º | 32.º | —    | —    | Ab.  | —    |
|                        | Volta a Espanha        | —    | —    | —    | —    | 14.º | —    | —    | 4.º  | 10.º | 7.º  | —    |
| Mundial em Estrada     | Mundial em Estrada     | —    | —    | —    | 60.º | Ab.  | —    | —    | —    | 38.º | —    | —    |
| Mundial Contrarrelógio | Mundial Contrarrelógio | —    | —    | 25.º | —    | —    | 23.º | —    | 7.º  | 16.º | —    | —    |

—: não participa

Ab.: abandono

## Equipas
- Rabobank Continental Team (2010-2011)
- Rabobank/Branco/Belkin/Lotto NL (2012-2016)
  - Rabobank Cycling Team (2012)
  - Blanco Pro Cycling (2013)[1]
  - Belkin-Pro Cycling Team (2013-2014)
  - Team Lotto NL-Jumbo (2015-2016)
- Team Sunweb (2017-)